# مسجد أبي الفضل العباس
مسجد أبي الفضل العباس بن علي بن ابي طالب عليهم السلام هو أحد المساجد الشيعية الحديثة في الكويت تم الشروع في بناء المسجد سنة 2001 وقد بني من ريع ثُلث الحاج عبد الكريم والحاج عيسى الحاج حسين بن نخي. 
المتولي الشرعي للمسجد هو الحاج عباس بن نخي والحاج يوسف بن نخي واقيمت الصلاة فيه لأول مره في عام 2006.
يأم الجماعة في المسجد السيد هاشم الهاشمي وهو معين من قبل آية الله العظمى الميرزا التبريزي والشيخ الوحيد الخراساني. 

## معلومات عامة
يقع المسجد في الكويت منطقة صباح السالم قطعة 1 وضع حجر الأساس لبنائه في عام 2002 م وتم الفراغ من بنائه وتجهيزه عام 2006 م. بدأت الصلاة فيه في ذكرى نزول سورة الدهر (هل أتى) 25 ذي الحجة 1426 ه، وافتتح رسمياً في السابع عشر من ربيع الأول 1427 ه تيمناً بذكرى ميلاد النبي الأعظم (ص). يقع على أرض مساحتها 2500 متر مربع. يشتمل المسجد على حرم رئيسي يسع ل 630 650 مصل. وأيوان يسع ل 225 250 مصل. ودور ثان مخصص كمصلى للنساء يسع ل 225 250. وهناك مكتبة من دورين، وقاعة رحبة بمثابة ديوان للمسجد تقام فيها مراسم الفواتح وتلقي العزاء، إضافة لغرف الإدارة والخدمات والمرافق العامة ودورات المياه. بذلت نفقة المسجد وكلفة بنائه وتاثيثه من ريع وقف عيسى وعبد الكريم وحسين أبناء عبد الله بن نخي. قام بتنفيذ المشروع والإشراف عليه المهندس كاظم صادق.

## المسجد من الخارج

### مأذنة المسجد
ترتفع مئذنة المسجد إلى 34 متر، وقد رصعت بنقشة من الآجر الفيروزي لاسم أميرالمؤمنين، تحاكي نقشة المحراب من الخارج. تطوق المئذنة على دائر محيطها لوحتان، الأولى (العلوية) تتضمن الشهادات الثلاث، والثانية (السفلى) زيارة مختصرة لمولانا صاحب الزمان.

### الأبواب الخارجية
الأبواب الخارجية الرئيسية للمسجد مصنعة من الألمنيوم المشغول بالنقشة الخاصة بالمسجد وفي تاج الباب لوحة من الألمنيوم المصبوب في قالب يحوي البسملة والصلوات.

### المدخل الرئيسي
المدخل الرئيسي للمسجد مزدان بلوحة محفورة لزيارة أبي الفضل العباس، وأخرى لزيارة الحجة المنتظر.

### الكسوة الخارجية
تمت كسوة هيكل المسجد وسوره الخارجي بالأجر الأصفر المطعم بالفيروزي.

### الشبابيك الخارجية
تحيط بالمبنى الرئيسي 12 شباك كبير، و 10 أخرى لبقية المبنى، تعلو كل شباك لوحة من القاشاني تتضمن حديثاً شريفاً في فضائل أهل البيت.

### القبة
تجلل القبة في ذروتها كسوة من الكاشي الأخضر المعالج حرارياً والمصنع من تربة كربلاء. والقبة مرصعة بأربعة عشر لوحة دائرية لأسماء المعصومين. تطوق عنق القبة على دائر محيطها لوحة بسورة ياسين.

### علامة مميزة
تغطي النوافذ مشربيات مصنعة من مادة ال GRC ، صبت في قالب على شكل نقشة لاسم أميرالمؤمنين مكررة ثلاثاً، وهي نقشة اتخذت كشعار وعلامة مميزة في المسجد، فتم تعميمها على جميع أرجائه، كالأسقف والأبواب والمحراب وعموم أعمال المنجور. صمم السجاد الذي فرش المسجد بتصميم خاص به، وخطط لصفوفه أن تكون في حرم المسجد أربعة عشر صفاً.

## المسجد من الداخل

### القبة من الداخل
ترتفع القبة الرئيسية للمسجد إلى علو 18 متر، وقد زخرفت بنقشة قبة مسجد الشيخ لطف الله في إصفهان. في عنق القبة أربعة عشر نافذة، تتخللها لوحات بيضاوية لأسماء المعصومين. تأتي بعدها لوحة على محيط عنق القبة حفرت فيها آية ”الله نور السماوات والأرض”. تتدلى من القبة ثرية كبيرة من الكريستال النقي بقطر خمسة أمتار ونصف المتر وارتفاع ستة أمتار، تحمل 75 مصباحاً باللون الأخضر الزاهي، وقد نقشت بماء الذهب على كل مصباح أسماء الخمسة أصحاب الكساء. تزدان أسقف المسجد بزخرفة اسم أميرالمؤمنين، وتغطي الزخرفة نفسها (بشكل مفرغ) منافذ التكييف في المسجد بحيث يتخللها الهواء. تنتشر في أرجاء حرم المسجد عشر ثريات من نفس شكل وتصميم الثرية الرئيسية، بالإضافة لخمس ثريات أخرى من شكل آخر للسقف المنخفض الذي يعلوه مصلى النساء.
يشكل المحراب والأبواب الرئيسية وتيجان النوافذ الداخلية تحفة رائعة في فن الخط والتذهيب والمنجور... فالمحراب يتوسط لوحتين تعلو اليمنى اسم ”محمد” واليسرى ”علي” لتشكلان مطلع اثني عشر عقداً من أوصاف ومدائح النبي والوصي (عليهما). اللوحتان من الرخام الأصفر المحدد بإطار رخامي أسود، والكتابة بخط ثلث وبالنحاس المذهب لأحرف مفرغة ومركبة على الرخام. أمام المحراب فقد جاء على ارتفاع جدار المسجد، تعلوه مقرنصات خشبية، تجلل ثلاثة مستويات متدرجة، جمع القوس الأول والثاني للمحراب بإطار مقعّر من الخشب شغلت زخرفته بالنقشة التي تمثل طابع المسجد وشعاره (اسم أميرالمؤمنين ع) وطعمت بطريقة الحفر والتفريغ تم التركيب والتطعيم، وذلك بمختلف أنواع الخشب الحر: الماهوجني والساج والورد، بينما الكتابة الأصلية بخشب الزان. يعقب ذلك فاصل ومسافة يأتي بعدها الجدار الداخلي للمحراب وقد رصع ب 876 قطعة من الخشب (على شكل معين) وقد حفر على كل قطعة اسما ”محمد” و”علي” بالتناوب، تتوسط كل هذا قطعة كبيرة حفر عليها لفظ الجلالة ثم ذهّب، فبرز متألقاً في قلب المحراب. تحيط بالمحراب على ارتفاعه (كإطار) لوحة من الرخام البيض الناصع حملت آية ”إن الأبرار يشربون...” إلى قوله تعالى ”لا نريد منكم جزاء ولا شكوراً”بخط ثلث وتركيب جميل، وقد شغلت بالنحاس المذهب وعلى نحو الأحرف المفرغة.
يحيط بحرم المسجد على ارتفاع 120 سم شريط من الرخام الأسود بعرض 20 سم ليصل بالارتفاع إلى 140 سم، حفر عليه نص الزيارة الجامعة الكبيرة بخط فارسي جميل، تعقبه صلوات على الزهراء فزيارة مختصرة للنبي الأعظم (ص)، وقد ذهّبت مواضع الحفر في الرخام لتظهر بارزة براقة.
النوافذ الداخلية المطلة من مصلى النساء على حرم المسجد، والأخرى المطلة من الديوان والمكتبة وغرف الإدارة على أيوان المسجد، كلها من خشب الزان الحر، وزجاجها معشق بزخرفة ذهبية، وهي مصممة بشكل قوسي، وقد حفر في تاجها حفراً جعل الكتابة نافرة جملة من الأحاديث الشريفة وأسماء الله الحسنى وقد طليت بماء الذهب.
تعلو نوافذ المسجد الرئيسية المطوقة ببراويز خشبية لوحات من القاشاني كتبت فيها آيات قرأنية كريمة.
الأيوان الداخلي مصمم على الطراز الصفوي، ويحتوي على أعمدة واقواس من الآجر الأصفر المطعم بالمرايا العاكسة، يجلله سقف محدب على شكل قبة منخفضة الارتفاع. وفي أسفلها 56 لوحة حفرت فيها أسماء أمهات الأئمة وجملة من أصحابهم. تلي ذلك لوحة ممتدة من القاشاني على دائر محيط القبة كتب فيها حديث شريف في فضائل آل محمد، ثم مجموعة من اللوحات نقشت عليها أحاديث مختلفة وادعية. تتدلى من سقف الإيوان ثرية كبيرة على غرار ثرية حرم المسجد، إلا أنها أصغر حجماً (قطرها أربعة أمتار)، وهناك أربعة عشر مصباحاً جدارياً من نفس تصميم الثرية، علقت على أعمدة الإيوان.
جهز ديوان المسجد بطقم من المقاعد الشرقية المصنوعة من أنواع الخشب الحر المطعم والمشغول بحرفية عالية، يتوسطه منبر على نفس الطراز. وبه ثريتان كبيرتان من الكريستال النقي تحكيان شكل الثرية المعلقة فوق ضريح أميرالمؤمنين.